# Solea stanalandi
Solea stanalandi är en fiskart som beskrevs av Randall och Mccarthy, 1989. Solea stanalandi ingår i släktet Solea och familjen tungefiskar. Inga underarter finns listade i Catalogue of Life.